# Harri Webb
Harri Webb (7 septembre 1920 - 31 décembre 1994) est un poète gallois.

## Biographie
Harri Webb est l'un des fondateurs du mouvement républicain en Pays de Galles au début des années 1950. Libraire et ensuite bibliothécaire de métier, il est connu surtout pour ses prises de position politiques et ses poèmes populaires, bien qu'il maîtrise des formes complexes. Rédacteur en chef du mensuel The Welsh Nation pendant plusieurs années, il a une influence importante sur les idées politiques de toute une génération. La plupart de son œuvre est écrit en anglais, langue qu'il a rejeté vers la fin de sa vie pour s'exprimer uniquement en gallois.